# La casa nella prateria - L'ultimo addio
La casa nella prateria - L'ultimo addio è un film per la televisione del 1984, tratto dall'omonima serie televisiva. 

## Trama
Durante la visita di Charles e Caroline a Walnut Grove nel corso dell'anno 1890, i loro ex compaesani vengono a sapere che il costruttore ferroviario Nathan Lassiter detiene la proprietà dei terreni. Mentre la signora Oleson è gravemente malata ed è in un ospedale di Minneapolis, i residenti tentano di resistere con la forza al signor Lassiter, che però torna con un distaccamento di soldati dell'Unione intimando a tutti di andarsene. Anche se Lassiter richiede l'evacuazione immediata del paese, i soldati permettono a tutti di restare fino alla Domenica di Pasqua. Gli abitanti, adirati, decidono di inviare un messaggio (letteralmente) esplosivo a Lassiter che potrà avere la terra, ma non il villaggio. Laura e Almanzo fanno saltare in aria la loro casa così come gli altri abitanti fanno esplodere tutti gli edifici, esclusa la chiesa / scuola, che subisce solo danni minimi. Quando i sindaci delle città limitrofe minacciano Lassiter di farle esplodere come Walnut Grove, il reverendo Alden esclama: "Avete sentito? Walnut Grove non è certo morta invano!". Tutti i cittadini vanno a iniziare una nuova vita altrove. La piccola casa nella prateria è rimasta intatta e nell'ultima scena un gruppo di coniglietti pasquali le saltellano intorno, a significare una possibile resurrezione di Walnut Grove, in futuro.